# Rieger Orgelbau

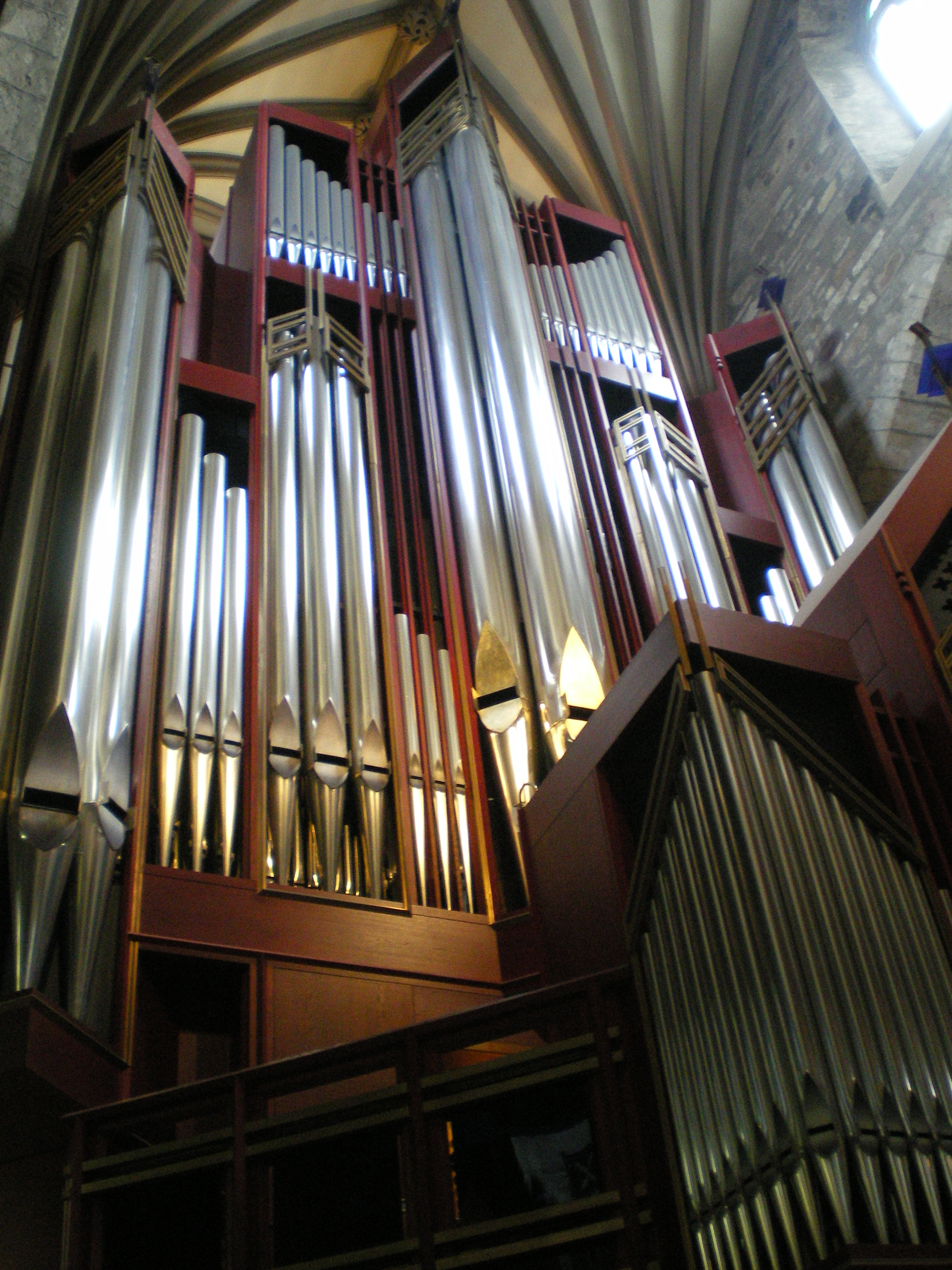
Órgano Rieger de 1992 en la catedral de San Giles, en Edimburgo.

Rieger Orgelbau es una empresa austríaca fabricante de órganos, por lo general denominada Rieger. La empresa fue fundada por Franz Rieger. A partir de 1873 se denominó Rieger & Söhne, y a partir de 1879 Gebrüder Rieger, luego que sus hijos se hicieron cargo. A finales de la Segunda Guerra Mundial, la empresa fue nacionalizada por el gobierno checo y se fusionó con otro taller tomado el nombre de Rieger-Kloss. La tradición de Rieger también fue continuada por los dueños y trabajadores de la empresa original, quienes se mudaron a Austria y fundaron una nueva empresa denominada "Rieger Orgelbau".

## Historia

### Franz Rieger

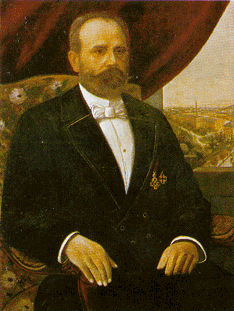
Franz Rieger.

Franz Rieger nació en Zossen (Sosnová) en Silesia austríaca el 13 de diciembre de 1812, y era hijo de un jardinero. Franz recibió una buena educación y decidió convertirse en constructor de órganos, para lo cual viajó a Viena, donde fue aprendiz de Joseph Seybert un constructor de órganos. Una vez que concluyó su aprendizaje, regresa a su casa en 1844 convertido en maestro constructor de órganos. Contrae matrimonio con Rosalía Schmidt, y tienen nueve hijos, y construye su opus 1, un órgano con veinte registros, dos teclados manuales y pedalero, para la iglesia de Burgberg, en 1845. Es aceptado en el Registro de Comercio e Industria de la Monarquía de Austria en 1852. Construye órganos de acuerdo a la tradición clásica, y se forma una reputación. Trabajando en conjunto con sus hijos, se le otorga la Cruz Dorada por Servicios en 1879 mediante decreto Imperial. Fallece en Jägerndorf el 29 de enero de 1886.

### Otto y Gustav Rieger
Dos de los hijos de Franz Rieger continuaron el oficio de su padre: Otto Rieger (3 de marzo de 1847 – 12 de diciembre de 1903) y Gustav Rieger (1 de agosto de 1848 – 1905), quienes fueron aprendices con su padre. Pasaron un tiempo en Viena, donde se entrenaron a partir de 1864 con Franz Ullmann, otro constructor según la tradición clásica. También estuvieron por algún tiempo en Bamberg y Würzburg, donde visitaron el taller del destacado innovador de Franconia Balthasar Schlimbach. A su regreso a su hogar en 1873, su padre les cedió el taller a sus hijos, y permaneció como asesor hasta 1880; el nombre de la empresa se modificó a "Franz Rieger & Söhne" y la cuenta de Opus fue puesta nuevamente en cero. Otto se casó en 1873 y Gustav en 1874.
Su opus 1 fue expuesto en la Exposición Universal en Viena, en la cual ganaron la medalla de oro; este órgano en la actualidad está en la iglesia de San Pedro y San Pablo en Jaktař. Uno de los primeros cambios que introdujeron al diseño de su padre fue reemplazar los cajas deslizantes por cajas cónicas mecánicas. El primer año produjeron tres órganos. Su reputación creció rápidamente: en 1874 consiguieron el primer encargo en Viena la capital Imperial, a lo que le siguió en 1875 un encargo de Hungría. Su primer encargo en un país que no estuviera bajo la influencia de los Habsburgo fue en 1876 en Noruega. Expusieron dos órganos de salón en la Exposición Universal de 1878, uno de los cuales se vendió a Londres, el cual fue su primera venta ultramarina.
En 1879 en un nuevo terreno construyeron talleres de mayores dimensiones y alojamientos para sus trabajadores. En este cambio también renombraron la empresa que pasó a llamarse "Gebrüder Rieger". Construyeron una serie de 25 órganos pequeños, con entre 2 y 25 registros y un segundo teclado manual opcional para aquellos con más de 8 registros, como una alternativa al armonio que era más económico. Estos órganos les permitieron aumentar por esta época en forma considerable su contaje de opus.
Para 1883, producían unos 16 órganos cada año. Construyeron su primer órgano de tres teclados manuales en 1884. El alcance geográfico de los encargos se amplió con trabajos para Gibraltar en 1889, Estambul en 1893, Jerusalén en 1896 (El Patriarca de Jerusalén los convirtió en Caballeros de la Orden de la Sagrada Sepultura), y Roma en 1897, además de construir instrumentos para las tierra de la Corona de Habsburgo, Alemania, y Rusia. Abrieron una rama de su empresa en Budapest in 1890.
Los hermanos fueron designados proveedores de órganos de la Corte Imperial de Austria-Hungría por Francisco José I de Austria en 1896, lo cual les permitía grabar el águila imperial en sus productos; ello requirió someterse a profundas investigaciones, e inspecciones de la empresa, todo lo cual quedó documentado en registros. A Rieger la República Federal le concedió el escudo de Austria en 1889, y los hermanos fueron hechos Caballeros de la Orden de Francisco José en 1899. Hacia el 1900 la empresa contaba con unos 200 trabajadores.	 	
Por esta época comienzan a utilizar actuadores neumáticos y eléctricos, ya que las especificaciones y esquema de voces quedaron determinadas por los ideales tonales y musicales del período romántico. Las innovaciones de Gustav Rieger incluyeron registros combinados — utilizando "extensión" para obtener dos registros a partir de un rank&nbs;— and free stop-combination basados en acciones mecánicas (utilizado en el órgano de concierto de 1890 de la Deutsches Haus, Brno). Para fines de 1903 cuando fallece Otto, la empresa había completado un total de 1072 órganos, y marca el final de una era.

### Otto Rieger y Josef von Glatter-Götz
Otto Rieger (21 de mayo de 1880 – 28 de marzo de 1920) era hijo de Otto Rieger (y nieto de Franz Rieger), y se hizo cargo de la empresa luego de la muerte de su padre. Bajo su dirección, se fabricaron más de 1000 órganos. Adoptó un estilo art nouveau para las cajas de los órganos, y adoptó los ideales de diseño de órgano promulgados por Albert Schweitzer.
Participó en el comité de trabajo sobre fabricación de órganos en durante el Tercer Congreso de la Sociedad Internacional de Música en Viena en 1909 la cual emitió una directiva sobre la construcción de órganos; el resultado fue una recomendación decisiva de alejarse del órgano orquestal romántico e inclinarse hacia el uso de cajas deslizantes y actuadores mecánicos típicos de las tradiciones clásicas de construcción de órganos, familiares en los numerosos instrumentos barrocos sobrevivientes.
Luego de la Segunda Guerra Mundial, Rieger, que había estado en territorio de Austria, se encontró ahora estaba ubicado en el territorio del estado checo. Durante este tiempo de ajustes mientras los mercados del Imperio Habsburgo se adaptaban a los nuevos estados creados, Otto Rieger fallece, dejando a su esposa y dos hijas. Sin un heredero apropiado la empresa struggled.
Josef von Glatter-Götz (17 de noviembre de 1880 – 23 de febrero de 1948) amigo de Otto de la escuela, había sido contratado por Otto como jefe del taller en 1918. Era ingeniero y exoficial del Imperial General Staff; había realizado su aprendizaje en construcción de órganos, y se hizo cargo de la gestión de la empresa siete semanas después del fallecimiento de su amigo. Él compró la empresa en 1924, y al año siguiente, los 100 empleados de la empresa pudieron retomar a pleno la construcción de órganos. Abrieron una nueva rama de la empresa en Mocker, Alemania, en 1926.
Josef von Glatter-Götz comenzó una nueva tradición familiar junto con sus hijos Egon (24 de junio de 1911 – 8 de septiembre de 1940) y Josef (15 de diciembre de 1914 – 1 de mayo de 1989). Ellos fueron aprendices de su padre y estudiaron en colegios técnicos en Breslau y Berlín; en 1936 los hizo socios. La empresa renacida fue un éxito; durante el año 1938/1939, y la fábrica de Jägerndorf produjo el 66 % de todos los órganos exportados por el Reich alemán.
Egon von Glatter-Götz se interesó especialmente por el diseño tonal y el diseño de los órganos, mientras que su hermano Josef von Glatter-Götz se concentró en los aspectos técnicos de la construcción de los órganos. Ellos construyeron tanto instrumentos románticos como clásicos, influidos por el movimiento de reforma de los órganos. Les llegaron encargos de todo el mundo, incluidos los Estados Bálticos, Finlandia, Escandinavia, Sudamérica, Sudáfrica, China, y Jerusalén.
Este éxito concluyó al comenzar la Segunda Guerra Mundial. Egon fue muerto en la primera campaña de Polonia, el 8 de septiembre de 1940. La construcción de órganos estuvo prohibida por decreto entre 1943 a 1945, mientras que a la fábrica se le ordenó que fabricaran cajas para almacenar munición para la guerra en curso.

### Luego de la Segunda Guerra Mundial
Al concluir la guerra en 1945, la empresa fue apropriada por el gobierno checo al ser considerada alemana mediante un edicto del presidente Benes. Los dueños y trabajadores fueron deportados a Alemania, siendo despojados de sus talleres y propiedades, la cual se fusionó con el taller de Josef Kloss y fue nacionalizada en 1948 adoptando el nombre de Rieger-Kloss. En la actualidad opera en la República Checa una empresa con ese nombre de propiedad privada.
Antes de la guerra, la reconocida empresa fabricante de órganos de Vorarlberg, propiedad de Anton Behmann, había sugerido asociarse con Rieger. Con la renovación de la oferta, Josef von Glatter-Götz padre e hijo, junto con algunos empleados y sus familias, se establecieron en un nuevo taller en Schwarzach, Vorarlberg con el nombre de "Rieger Orgelbau" en 1946. Alquilaron el taller de Behmann, y vivían en una campamento con tiendas de campaña de la guerra en un antiguo campo de tiro.
En los difíciles años que siguieron a la guerra tuvieron algunos encargos para restaurar órganos, pero dada las dificultades económicas también fabricaron telares manuales y marcos para ventanas, y operaban un sauna público para sobrevivir; Josef Glatter-Götz, Jr., trabajó como masajista. Recién en 1950, pudieron salir adelante cuando logran exponer y vender un órgano positivo con 6 registros en la Exposición Universal en Chicago.
Al igual que sus predecesores en Rieger, Josef Glatter-Götz, Jr. construyó una nueva serie de órganos pequeños. Estas eran obras de arte técnicas y su popularidad hizo revivir la reputación y prosperidad de la empresa. Josef Jr. tomó el control total de la empresa luego de la muerte de su padre en 1948. Bajo su liderazgo, la empresa regresó en forma decidida a los principios y tradiciones de la artesanía de construcción de órganos clásicos, a la vez que incorporaba los beneficios modernos de los avances de la tecnología, tono, y diseño. Hubo más encargos de Alemania, Estados Unidos, y Austria, y pronto los talleres quedaron chicos.

## Órganos Rieger destacados
- St. Bedrich, Bedrichov, 1870
- St. Paul, Christiania, 1877
- Catedral de Olomouc, 1885
- Stadtsaal, Innsbruck, 1891
- Braga, Portugal, 1898
- St Pölten Cathedral, St Pölten, 1902
- London College of Music, 1906
- Musikvereinssaal, Vienna, 1907
- Matthias Church, Budapest, 1908
- Musikvereinssaal, Klagenfurt, 1911
- Vienna Konzerthaus, 1913
- Târgu Mures, Kulturpalast, 1913
- Mozarteum, Salzburg, 1914
- St. Matthew's Church, Łódź, 1928
- Cathedral (Viipuri), Viipuri, 1929
- St. Jakob, Innsbruck, 1931
- Rudolfinum, Prague, 1940
- Neanderkirche, Düsseldorf, 1966
- International Christian University Chapel, Tokio, 1970
- Augustinerkirche, Vienna, 1976
- Ratzeburg Cathedral, 1977
- Christ Church Cathedral, Oxford, 1979
- Pacific Union College, Angwin, California, 1980
- Suntory Hall, Tokio,[1] 1986
- Church of the Holy Trinity (Episcopal), New York City, New York, 1987
- Hong Kong Cultural Centre, Hong Kong, 1989
- St. Catherine's Church, Frankfurt, 1990
- Stephansdom, Vienna, 1991
- Consevatoire National Supérieur de Musique et de Danse, París, 1991
- St. Giles' Cathedral, Edimburgo, 1992
- University of South Africa, Pretoria, 1995
- Christchurch Town Hall, New Zealand, 1997 NZOrgan
- Scots' Church, Melbourne, 1998
- Bryn Mawr Presbyterian Church, Bryn Mawr, Pennsylvania, 2005
- Kathedrale St. Peter, Ratisbona, 2009
- Musikvereinssaal, Vienna, 2011
- Filarmónica de París, 2015
- Lotte Concert Hall, Seúl, 2016